# Sawa (stad)
Muang Sawa was de oude naam voor de stad Luang Prabang in Laos. Sawa is een verbastering voor het woord Java. Het is waarschijnlijk dat de stad deze naam heeft gekregen naar aanleiding van de Javaanse invasie van het koninkrijk Chenla. De dominante macht in het gebied tussen de 6e en 8e eeuw na Christus. Nan Chao bemoeide zich steeds vaker met de koninkrijkjes in de midden Mekong vallei en dit resulteerde in 709 in de bezetting door het koninkrijk Nan Chao.  Khun Lo begon in de 8e eeuw een dynastie die uit 15 koningen bestond en ongeveer een eeuw zou heersen. Khun Lo zijn vader was Khun Borom, de koning van Sibsong Chutai (Koninkrijk van de twaalf prinsen) en waarschijnlijk ook koning van Nan Chao. Hij wordt ook geassocieerd met de Laotiaanse legende van de creatie van de wereld. Khun Lo was Khun Boroms oudste zoon.
De andere zoon van Khun Borom, khun Chaiyapongse, kwam naar Noord Thailand en vestigde daar het koninkrijk van Yonok (Chiang Saen) in 773, met de hoofdstad bij Yonoka Nakorn (Chiang Saen).  Dit was de voorloper van Lanna Thai en het eerste Thai koninkrijk in het gebied dat nu bekendstaat als Thailand. 
De einddatum is niet precies bekend, maar de heerschappij van de dynastie van khun Lo eindigde voor de noordelijke expansie van het Khmer rijk onder Indravarman I (877 - 889). De Khmers vestigden ook een uitpost bij Xay Fong, het hedendaagse Vientiane. Canthaphanit, de heerser van Xay Fong kwam naar muang Sawa en werd vreedzaam geaccepteerd als de nieuwe heerser na het vertrek van het koninkrijk Nan Chao. Canthapanit en zijn zoon heersten voor een lange tijd, en in hun tijd veranderde de naam van Muang Sawa in de Thaise naam  Xieng Dong Xieng Thong. De dynastie raakte uiteindelijk betrokken bij de strubbelingen tussen een aantal koninkrijkjes. 
Onder Khun Chuang, een oorlogszuchtig heerser, werd het rijk verder uitgebreid. Hij heerste ongeveer van 1128 - 1169. Hij voerde opnieuw het Siamese administratieve systeem uit de 7e eeuw in. Tijdens zijn heerschappij werd het Theravada boeddhisme vervangen door het Mahayana-boeddhisme. Van 1185 tot 1191 onder Jayavarman VII maakte Muang Sawa even deel uit van het khmer rijk. In 1271 begon Praya Lang, laatste koning van deze dynastie, zijn heerschappij over een onafhankelijk Sawa. Hij stierf kinderloos in 1316.
In 1316 werd koning Luang Ngum heerser over Sawa. Hij werd nog opgevolgd door zijn zonen: Phi Fa en Kham Hiao. Maar in 1353 kwam er een einde aan een onafhankelijk Sawa door de verovering van de stad door koning Fa Ngum, de kleinzoon van Luang Ngum. Hij stichtte het koninkrijk Lan Xang.